# 于都話
于都話，是漢語族客家語的一種方言，主要使用於江西省贛州市下的于都县。根據1987年版的《中國語言地圖集》，于都話歸類在客家語于桂片，而根據2012年版的《中國語言地圖集》則被歸類為客家語于信片。

## 音韻系統
以下是于都縣貢江鎮的客家語音系。

### 聲韻調
于都話有24個聲母，52個韻母和6個聲調。

### 語音特點
1. 古全塞音、塞擦音聲母不論平仄都讀送氣清音。
2. 泥來不混。
3. 影母開口洪音字讀零聲母。
4. 部分古次濁聲母平聲字、古次濁聲母上聲字和古全濁聲母上聲字今讀陰平。
5. 分尖團，尖音讀[ts tsʰ s],團音讀[tɕ tɕʰ ɕ]。
6. 古精組、莊組、知組二等今聲母是[ts tsʰ s]，古章組、知組三等今聲母是[tʂ tʂʰ ʂ]。
7. 古曉匣母合口讀[h]。
8. 有撮口呼韻母[yɐ]、[yẽ]、[yɐʔ]。
9. 梗攝有文白對立。
10. 遇攝三等魚虞韻今韻母有別，魚韻白讀主要元音為[e]，文讀和虞韻主要元音是[u]。遇攝三等精組和見系字，魚韻文讀和虞韻今韻母都是[iu]，與流攝三等精組和見係字韻母相同。
11. 咸山兩攝開口一等端系字、開口二等字的舒聲與梗攝開口二等的舒聲白讀今韻母都是[ã]。咸攝開口一等覃韻見系、山攝開口一等見系、合口一等端系、合口三等的知系和端系、宕攝一等、三等知系、江攝見系，今舒聲韻母都是[ɔ̃]。山攝合口三、四等見系、宕攝三等端系、見系，今舒聲韻母都是[iɔ̃]。
12. 古咸、深、山、臻四攝入聲清聲母和部分濁聲母字讀音去，其濁聲母字和宕、江、曾、梗、通諸攝入聲字讀入聲。而古宕江、曾、梗諸攝又有攝哦書濁聲母入聲字讀陽去。
13. 入聲為短促，無明顯喉塞音韻尾。